# Varanus mabitang
Varanus mabitang là một loài thằn lằn trong họ Varanidae. Loài này được Gaulke & Curio mô tả khoa học đầu tiên năm 2001.

## Hình ảnh

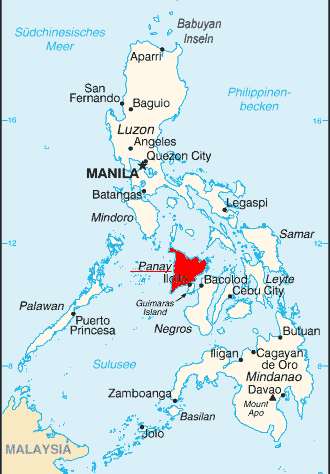
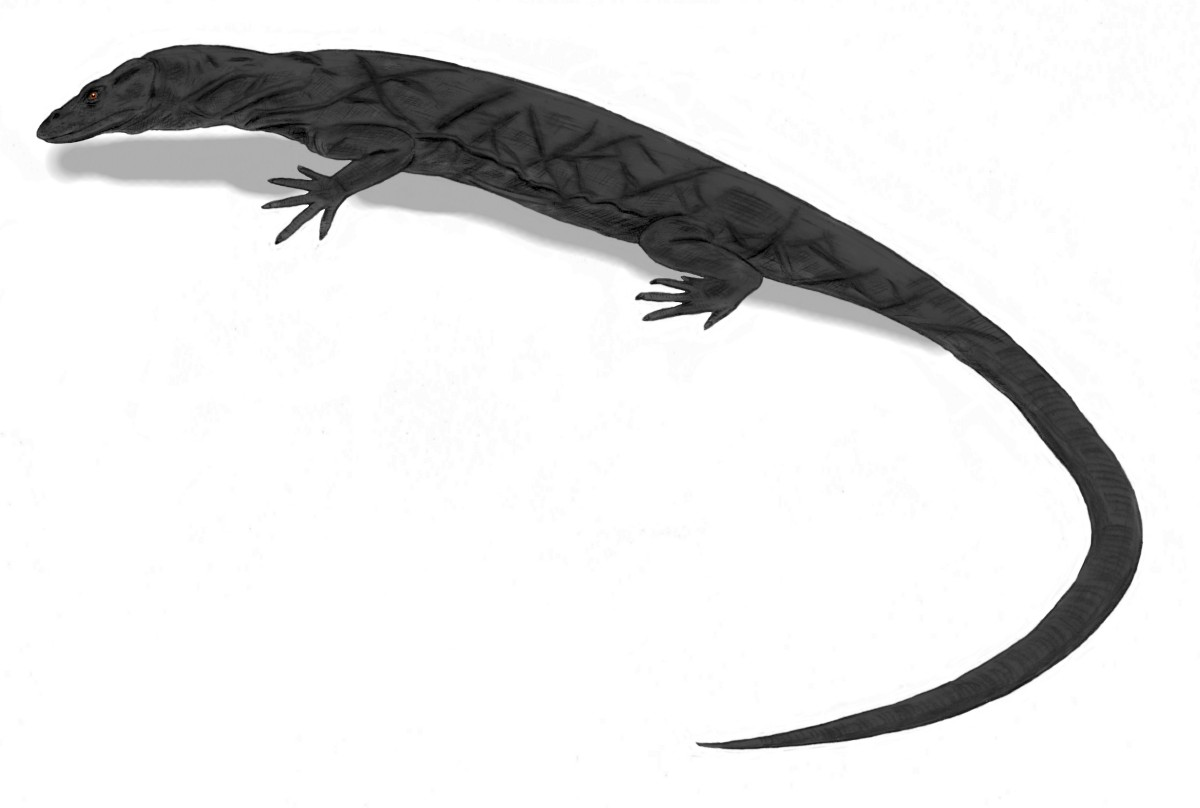